# カルロス・メンドーサ
カルロス・エンリケ・メンドーサ（Carlos Enrique Mendoza, 1979年11月27日 - ）は、ベネズエラのララ州バルキシメト出身の元プロ野球選手（内野手）、野球指導者。2024年よりMLBのニューヨーク・メッツの監督を務める。

## 経歴

### 現役時代
1997年にアマチュア・フリーエージェントでサンフランシスコ・ジャイアンツと契約してプロ入り。
2003年までジャイアンツ傘下でプレーしたがメジャーへ昇格することはできず、2004年から2006年までの3年間は独立リーグでプレー。
2006年途中にニューヨーク・ヤンキースとマイナー契約を結んだがメジャー昇格は果たせず、2009年限りで現役引退した。

### コーチ時代
2009年にニューヨーク・ヤンキース傘下A-級スタテンアイランド・ヤンキースのコーチに就任した。2010年にはA級チャールストン・リバードッグスのコーチに就任した。2011年にはルーキー級ガルフ・コーストリーグ・ヤンキースの監督に就任し、2012年まで務めた。
2013年よりヤンキースの守備インストラクターを務め、2018年からコーチに就任した。
2020年からは、ジョシュ・バードの退団に伴いベンチコーチに昇格した。
2021年6月6日の試合で二塁塁審に抗議し、コーチ就任後初となる退場処分を受けた。この直前に同じくヤンキースのコーチであるフィル・ネビンも退場処分を受けていた。

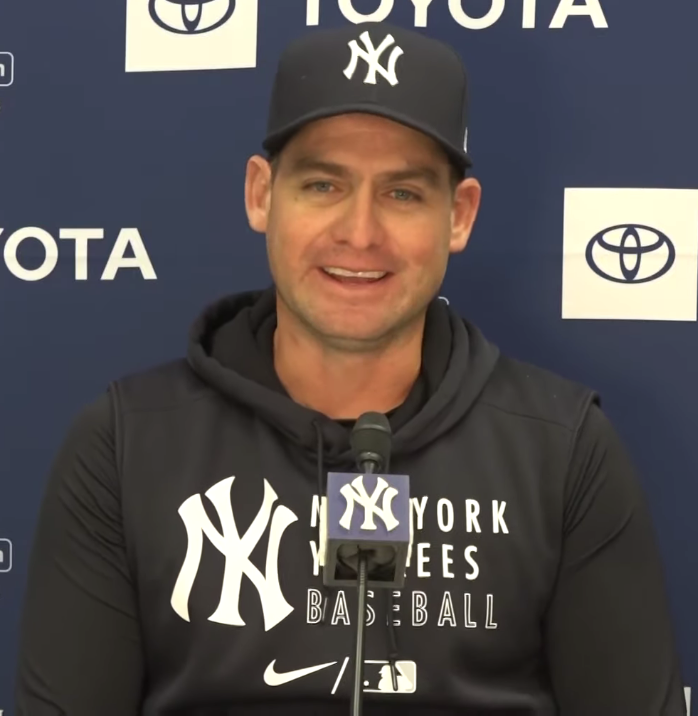
ニューヨーク・ヤンキースでのコーチ時代
(2021年3月4日)

また、ヤンキースのベンチコーチを務める傍ら、2021年と2022年には母国ベネズエラのウィンターリーグ（LVBP）のカルデナレス・デ・ララの監督を務めた。また、2023年の第5回WBCではベネズエラ代表のベンチコーチを務めた。
2023年11月14日、翌2024年シーズンよりニューヨーク・メッツの監督に就任することが発表された。契約期間は3年間。背番号は当初「28」を背負う予定だったが、その番号はJ.D.マルティネスが加入したことから彼に背番号を譲り、自身は慣れ親しんだ「64」に変更した。

## 詳細情報

### 背番号
- 64（2018年 - ）